# Vadão
Oswaldo Fumeiro Alvarez (Sao Paulo, 21 de agosto de 1956 - ibidem, 25 de mayo de 2020), conocido como Vadão, fue un entrenador de fútbol brasileño. Dirigió en numerosos clubes masculinos brasileños, así como a la selección femenina de fútbol de Brasil.

## Biografía
Falleció a los 63 años en el Hospital Albert Einstein en Sao Paulo, a causa de un cáncer hepático.

## Clubes

### Como entrenador
| País              | Club                         | Año         |
| ----------------- | ---------------------------- | ----------- |
| Bandera de Brasil | Mogi Mirim                   | 1990-1994   |
| Bandera de Brasil | XV de Piracicaba             | 1995-1996   |
| Bandera de Brasil | Guarani                      | 1997        |
| Bandera de Brasil | Mogi Mirim                   | 1997-1998   |
| Bandera de Brasil | Guarani                      | 1998        |
| Bandera de Brasil | Matonense                    | 1999        |
| Bandera de Brasil | Athletico Paranaense         | 1999-2000   |
| Bandera de Brasil | Corinthians                  | 2000        |
| Bandera de Brasil | São Paulo                    | 2001-2002   |
| Bandera de Brasil | Ponte Preta                  | 2002-2003   |
| Bandera de Brasil | Athletico Paranaense         | 2003        |
| Bandera de Brasil | Bahia                        | 2004        |
| Bandera de Brasil | Ponte Preta                  | 2004        |
| Bandera de Japón  | Tokyo Verdy                  | 2005        |
| Bandera de Brasil | Ponte Preta                  | 2005-2006   |
| Bandera de Brasil | Athletico Paranaense         | 2006        |
| Bandera de Brasil | Vitória                      | 2007-2008   |
| Bandera de Brasil | Goiás                        | 2008        |
| Bandera de Brasil | São Caetano                  | 2011        |
| Bandera de Brasil | Guarani                      | 2012        |
| Bandera de Brasil | Sport                        | 2013        |
| Bandera de Brasil | Criciúma                     | 2013        |
| Bandera de Brasil | Ponte Preta                  | 2014        |
| Bandera de Brasil | Selección femenina de Brasil | 2014-2016   |
| Bandera de Brasil | Guarani                      | 2017        |
| Bandera de Brasil | Selección femenina de Brasil | 2017 - 2019 |

## Palmarés

### Como entrenador
| Título                                         | Club                 | País   | Año  |
| ---------------------------------------------- | -------------------- | ------ | ---- |
| Campeonato Brasileño Série C                   | XV de Piracicaba     | Brasil | 1995 |
| Play-off Clasificatorio a la Copa Libertadores | Athletico Paranaense | Brasil | 1999 |
| Campeonato Paranaense                          | Athletico Paranaense | Brasil | 2000 |
| Torneio Rio-São Paulo                          | São Paulo            | Brasil | 2001 |
| Supercopa de Japón                             | Tokyo Verdy          | Japón  | 2005 |
| Campeonato Catarinense                         | Criciúma             | Brasil | 2013 |
| Copa América Femenina                          | Brasil               | Brasil | 2014 |
| Copa América Femenina                          | Brasil               | Brasil | 2018 |